# Gosposvetsko polje
Gosposvetsko polje (nemško Zollfeld) je od 400 m do 2 km široko in okoli 18 km dolgo rahlo vzpenjajoče se polje, z nadmorsko višino okoli 450 do 455 mnm ob reki Glini (nem. Glan) v Celovški kotlini  v Avstriji. Polje se razteza severno od Celovca do Šentvida ob Glini (St. Veit an der Glan). Obkrožajo ga najvišje vzpetine  Celovške kotline: Šenturška gora (Ulrichberg 1022 m) in Štalenska gora (Magdalensberg 1059 m).
Gosposvetsko polje je že nad 2000 let prometno in naselbinsko središče Koroške: keltsko središče Norika v zadnjih stoletjih pr. n. št. je bilo na Štalenski gori, Rimsko upravno središče Norika pa je bil Virun (nemško Virunum) na Gosposvetskem polju, središče karantanskih Slovencev pa na Krnskem gradu. Sredi polja stoji Vojvodski prestol, na katerem je novoustoličeni karantanski knez podeljeval fevde, ki je razen Gospe Svete in Krnskega gradu povezan z najbolj svečanimi trenutki slovenske zgodovine.
Krnski grad, ki je bil staroslovansko gradišče in poznejši karolinski dvor, je danes le še vas, z nemškim imenom Karnburg. Na gradu je bil zborni prostor s Knežjim kamnom, na katerem so ustoličevali koroške vojvode.
Na severu Gosposvetskega polja stoji Šentvid ob Glini, ki je bil koroško glavno mesto od konca 12. stol. do leta 1518, ko je to vlogo prevzel Celovec, in jo ima še danes.
Na obrobju Gosposvetskega polja se dviguje še Visoka Ojstrica z ilirsko - keltskim svetiščem in nekdanjo najpomembnejšo koroško -trdnjavo grad Plešivec (nem. Tanzenberg).